# 51 Пегаса
51 Пегаса (51 Pegasi, 51 Peg) — подібна до Сонця зоря в сузір'ї Пегаса.
Перша зоря головної послідовності, в якої виявлена екзопланета.

## Фізичні характеристики

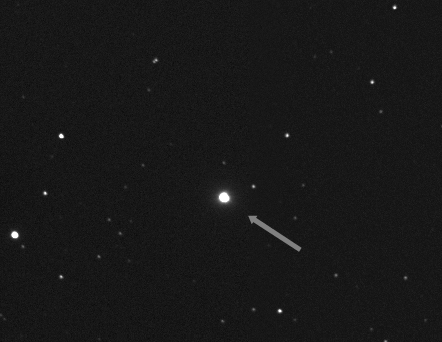
Зірка 51 Пегаса

Жовтий карлик типу G2 IV. Відстань від Сонця — 50,1 світлового року. Вік оцінюється приблизно в 7,5 мільярдів років. Світність — 1,30 сонцевої. За гарних умов спостереження зорю видно неозброєним оком (зоряна величина 5,5). Однак, простіше знайти її за допомогою бінокля або аматорського телескопа.

## Планетна система

### Планета b
Планета 51 Пегаса b відкрита в 1995 р. швейцарськими астрономами Мішелем Майором та Дідьє Кело методом доплерівскої спектроскопії. Планета обертається навколо 51 Пегаса за 4,23 доби на відстані 0,0527 астрономічної одиниці. Приблизна маса — 0,47 MJ.
Запропонована назва плати — «Беллерофонт»[джерело?]. Вона є типовим представником «гарячих юпітерів».

## Найближче оточення зорі
Зоряні системи, що перебувають у межах 20 світлових років від 51 Пегаса:
| Зоря        | Спектральний клас  | Відстань, св. років |
| Steph 2065  | M0 V               | 3,0                 |
| ξ Пегаса    | F6-7 V-III / M1 V  | 3,0                 |
| G 127-50    | M V                | 3,9                 |
| L 1295-9    | M4 V               | 9,0                 |
| AC+31 70565 | M3,5 Ve            | 9,5                 |
| LTT 16719   | M3,5 Ve            | 10,0                |
| BD+18 5200  | G0 V               | 12                  |
| ι Пегаса    | F5 V / G8 V        | 15                  |
| 85 Пегаса   | G5 Vb / K7 V / M V | 16                  |
| ι Риб       | F7 V / ?           | 16                  |
| HIP 109119  | A2 V               | 19                  |